# Sun TV
Sun TV – japońska stacja telewizyjna. Została założona w 1968 roku.